# 마비노기 시리즈
마비노기 시리즈(Mabinogi)는 넥슨의 내부 스튜디오인 데브캣 스튜디오가 개발한 게임 시리즈이다. 온라인 게임 마비노기와 그 후속작 또는 외전 게임들이다. 각 시리즈는 마비노기와 세계관을 공유한다.
마비노기 시리즈의 게임으로는 마비노기, 마비노기 영웅전, 마비노기 듀얼이 서비스 중이며, 현재 마비노기 2이 개발중단한 상태이다.